# Lahnerkopf
Le Lahnerkopf est une montagne culminant à 2 121 ou 2 122 m d'altitude dans les Alpes d'Allgäu.

## Géographie
Elle se trouve sur la frontière entre l'Allemagne et l'Autriche, dans la chaîne de Rauhhorn entre le Kastenkopf et le Schänzlespitze. Au Lahnerkopf part une crête vers le nord-ouest qui amène vers l'Älpelekopf et le Schrecksee.
Aucun sentier ne mène au sommet du Lahnerkopf. Il peut être atteint sans difficulté du Jubiläumsweg.